# ورزش در فرانسه

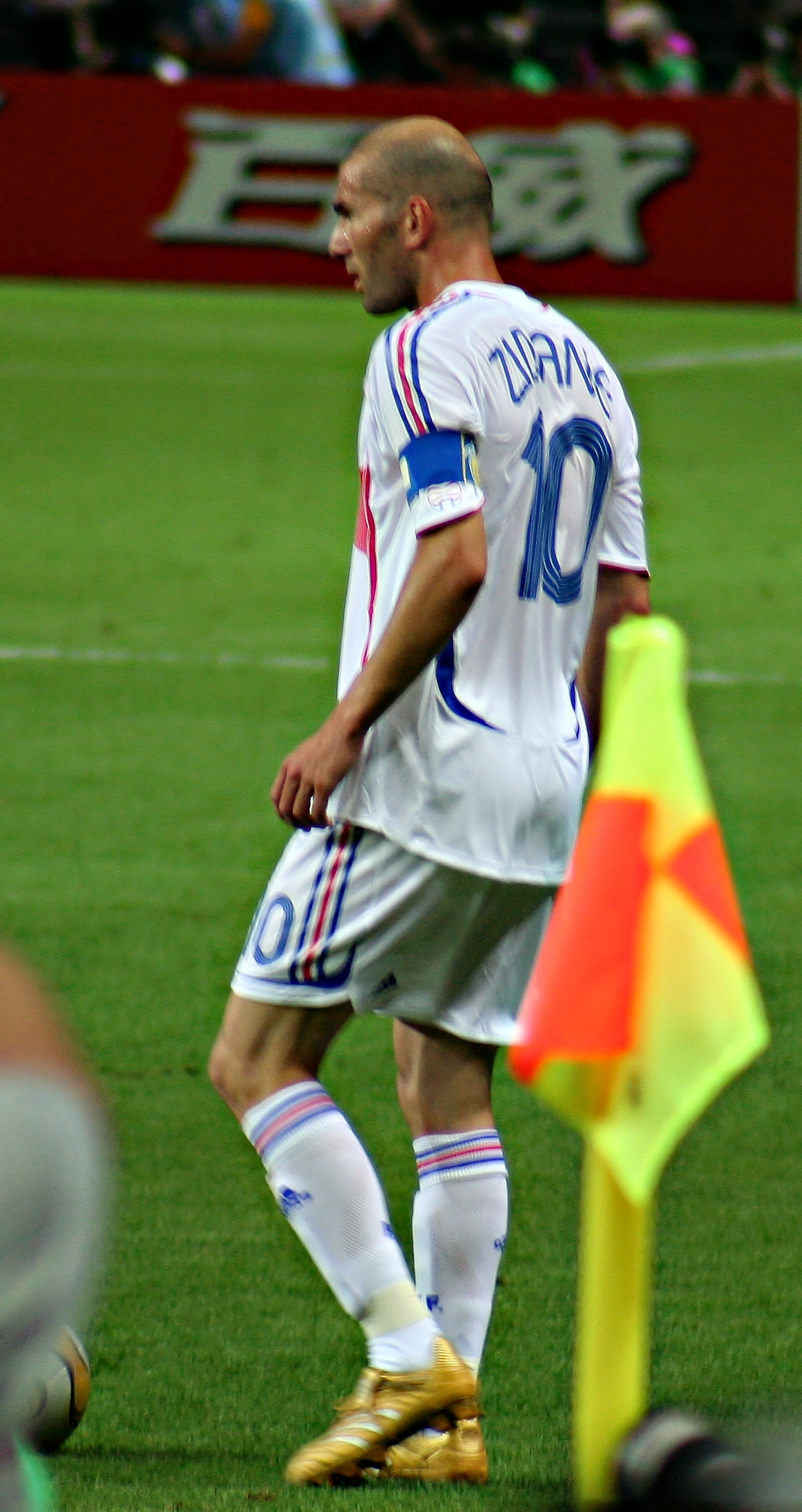
زین الدین زیدان فوتبالیست سرشناس فرانسوی.

ورزش در فرانسه نقش مهمی در جامعه فرانسه ایفا می‌کند که در محبوبیت آن در بین مردم فرانسه و سابقه ورزشی قوی این کشور بازتاب دارد. انواع مختلفی از ورزش‌ها در فرانسه انجام و دنبال می‌شود، به ویژه دوچرخه سواری، شمشیربازی، فوتبال، و هندبال، که هشت پیروزی در مسابقات جهانی و پنج مدال المپیک برای فرانسه به ارمغان آورده است. فرانسه همچنین چهار بار قهرمان هندبال اروپا شده است.

## ورزش‌ها

### فوتبال
فوتبال با ۱٬۹۹۳٬۲۷۰ بازیکن مجاز در لیگ‌های مختلف محبوب‌ترین ورزش در فرانسه است. این ورزش در اواخر قرن نوزدهم با نام فوتبال انجمنی از انگلستان وارد شد. در روزهای نخستین، این ورزش پیروانی را عمدتاً در منطقه پاریس و بخش شمالی کشور به دست آورد - نور-پا-دو-کاله و نرماندی اولین تیم‌هایی بودند که در خارج از پاریس ایجاد شدند. با این حال، در جنوب فرانسه، رقیب فوتبال، راگبی، برای مدتی محبوبیت بیشتری داشت. فدراسیون فرانسوی فوتبال که در سال ۱۹۱۹ تأسیس شد و از ۱۸۰۰۰ تیم تشکیل شده است.
فرانسه همچنین یکی از ده تیمی است که قهرمان جام ملت‌های اروپا در سال‌های ۱۹۸۴ و ۲۰۰۰ شده است. آنها همچنین در زمان میزبانی مسابقات در جام ملت‌های اروپا ۲۰۱۶ به مقام نایب قهرمانی دست یافتند. فرانسه همچنین قهرمان المپیک ۱۹۸۴ و برنده جام جهانی فوتبال ۱۹۹۸ و ۲۰۱۸ بوده است و مسابقات جام جهانی ۱۹۹۸ را میزبانی کرد. آنها در سال‌های ۲۰۰۶ و ۲۰۲۲ به عنوان نایب قهرمان جام جهانی دست یافتند.
لیگ ۱، لیگ حرفه‌ای فوتبال فرانسه است. موفق‌ترین باشگاه‌ها در لیگ ۱ فرانسه باشگاه فوتبال پاری سن-ژرمن و باشگاه فوتبال سن-اتین با ۱۰ قهرمانی و پس از آنها المپیک مارسی با ۹ عنوان و اف سی نانت با ۸ عنوان قهرمانی قرار دارند. المپیک مارسی تنها باشگاه فرانسوی است که در لیگ قهرمانان اروپا ۹۳–۱۹۹۲ قهرمان این لیگ شده است. همچنین پاری سن ژرمن در سال ۱۹۹۶ جام برندگان جام اروپا را که اکنون کنار گذاشته شده است، برد.
مهم‌ترین دستاورد بین‌المللی تیم ملی فوتبال زنان فرانسه مقام چهارم جام جهانی فوتبال زنان ۲۰۱۱ بوده است. آنها همچنین میزبان جام جهانی زنان ۲۰۱۹ بودند. مسابقات ملی حرفه ای زنان تحت نظارت فدراسیون فرانسه فوتبال است. باشگاه فوتبال زن در لیگ ۱ فوتبال زنان فرانسه به رقابت می‌پردازند. باشگاه فوتبال زنان المپیک لیون با ۲۶ عنوان قهرمانی، از جمله چهارده قهرمانی متوالی لیگ از سال ۲۰۰۷ تا ۲۰۲۰، موفق‌ترین تیم تاریخ لیگ دسته اول زنان فرانسه است.

### بسکتبال
تیم ملی بسکتبال فرانسه در طول این سال‌ها دستاوردهای خوبی در مسابقات بین‌المللی داشته است و تیم بزرگسالان اولین عنوان خود را در یورو بسکت ۲۰۱۳ کسب کردند. این تیم در بازی‌های المپیک تابستانی ۱۹۴۸، یورو بسکت ۱۹۴۹، بازی‌های المپیک تابستانی ۲۰۰۰، یورو بسکت ۲۰۱۱، بازی‌های المپیک تابستانی ۲۰۲۰ و بازی‌های المپیک تابستانی ۲۰۲۴ نایب قهرمان شد. فرانسه همچنین در جام جهانی فیبا در سال‌های ۲۰۱۴ و ۲۰۱۹ مدال کسب کرده است.

### سوارکاری
سوارکاری سومین ورزش محبوب المپیک در فرانسه و پرطرفدارترین ورزش برای زنان است.

### هندبال
تیم ملی هندبال مردان فرانسه تنها تیم ملی در ورزش خود است که شش عنوان جهانی و مجموعاً یازده مدال کسب کرده است. فرانسه با مجموع پنج مدال، از جمله سه طلا در بازی‌های المپیک تابستانی ۲۰۰۸، ۲۰۱۲ و ۲۰۲۱، موفق‌ترین تیم هندبال در بازی‌های المپیک تابستانی است. فرانسه همچنین در سال‌های ۲۰۰۶, ۲۰۱۰, ۲۰۱۴ و ۲۰۲۴ به عنوان قهرمان هندبال اروپا شناخته شد.

## لیگ‌های ورزشی
- لیگ یک فرانسه